# Dulcie September
Dulcie Evonne September (Maitland, Cidade do Cabo, 20 de agosto de 1935 – 29 de março de 1988) foi uma ativista política anti-apartheid sul-africana, que foi assassinada em Paris em 1988.

## Biografia
Dulcie, segunda filha mais velha de Jakobus e Susan September, cresceu em Gleemoor, Athlone, nos subúrbio da Cidade do Cabo, onde desenvolveu o seu interesse pelo ativismo político.
A ativista começou os estudos primários na Missão Metodista de Klipfontein, tendo mais tarde frequentado a Athlone High School. Em 1954, matriculou-se na Wesley Training School em Salt River e obteve o seu diploma de professora em 1955. Dulcie começou então a carreira de docente, primeiro na City Mission School em Maitland, depois na Bridgetown East Primary School em Athlone, em 1956. Em 1957, foi recrutada pela sua amiga Elizabeth van der Heyden para integrar a recém-criada União dos Estudantes da Península do Cabo (CPSU), afiliada do Movimento de Unidade Não-Europeu da África do Sul, que visava superar as divisões raciais e promover a solidariedade entre estudantes de diferentes origens culturais. Dulcie pertenceu também à filial de Athlone da Liga dos Professores da África do Sul (TLSA).

## Ativismo
De seguida, Dulcie integrou a União Democrática dos Povos Africanos da África Austral (APDUSA), fundada em 1960.
Juntamente com Abrahams, Alexander, Fikile Bam, Andreas Shipinga, Marcus Solomon, Xenophon Pitt, entre outros, criou um grupo de estudos militante com nove membos, o Yu Chi Chan Club, que é o nome chinês para "combate de guerrila", usado por Mao Tse-Tung. Este clube foi dissolvido no final de 1962, para ser substituído pela Frente de Libertação Nacional (NLF), em janeiro de 1963.
A 7 de outubro de 1963, na sequência do seu envolvimento em actividades da NLF, Dulcie foi presa e detida sem julgamento na prisão de Roeland Street. Juntamente com outras nove pessoas, foi acusada ao abrigo da Lei de Processo Penal, sendo a principal acusação "conspiração para cometer atos de sabotagem e incitar atos de violência por motivação política". A 15 de abril de 1964, após seis meses de procedimentos judiciais, September foi condenada a cinco anos de prisão, durante os quais sofreu graves abusos físicos e psicológicos. Durante esse tempo, juntamente com Elizabeth van der Hayden e a sua irmã, Doris, bem como com Dorothy Alexander, exerceram uma forte influência política sobre as restantes prisioneiras analfabetas.
Quando foi libertada, em Abril de 1969, o regime de Pretória impôs uma ordem de proibição de cinco anos, que a interdia de se envolver em actividade política, bem como de exercer a sua profissão. Dulcie foi então morar com a irmã em Paarl.
Em 1973, perto do final da sua ordem de proibição, September solicitou uma autorização de saída permanente, tendo assegurado um cargo no Madeley College of Education em Staffordshire. Dulcie deixou a África do Sul a 19 de dezembro de 1973. Em Londres, juntou-se às atividades do Movimento Anti-Apartheid e esteve na linha de frente de numerosos comícios e manifestações políticas na South Africa House, em Trafalgar Square. Mais tarde, abandonou o emprego como professora e juntou-se ao pessoal do Fundo Internacional de Defesa e Ajuda para a África Austral. Em 1976, ingressou no Congresso Nacional Africano (ANC), onde trabalhou na Liga das Mulheres. Em 1979, Ano Internacional da Criança (AIJ), ela foi eleita presidente do Comité do AIJ da Seção Feminina do ANC em Londres. No final de 1983, Setembro foi nomeada Representante principal do ANC em França, Suíça e Luxemburgo.

## Morte
Na manhã de 29 de março de 1988, September foi assassinada em frente à sede do ANC em Paris, na Rue des Petites-Écuries, 28, quando abria o escritório após recolher a correspondência. Aos 53 anos, Dulcie levou cinco tiros na cabeça com uma espingarda calibre 22 com silenciador. A sua morte provocou uma forte reação popular em Paris, onde várias centenas de pessoas se reuniram para protestar  em frente à Embaixada da África do Sul.
Antes do seu assassinato, September investigava o tráfico de armas entre a França e a África do Sul. Supostamente, este tráfico incluía materiais nucleares. No dia seguinte ao seu assassinato, Alfred Nzo, secretário-geral do Congresso Nacional Africano, comentou: "Se alguma vez houve um alvo fácil, Dulcie September foi um deles".

## Legado

### Artes e multimédia
Jean-Michel Jarre compôs uma música para o seu álbum Revolutions de 1988 chamada "September", dedicada a Dulcie September. A música foi tocada no espectáculo Destination Docklands no Royal Victoria Dock de Londres em outubro de 1988, e aparece na gravação do álbum Jarre Live (1989).
O artista conceitual Hans Haacke dedicou-lhe a sua instalação de 1989 One Day, The Lions of Dulcie September Will Spout Water in Jubilation. A intervenção específica do local que modificou uma fonte existente, mas extinta, em frente ao Grande Halle de la Villette, em Paris, fez parte da exposição Magiciens de la terre, de Jean-Martin Hubert.
O seu conto A Split Society – Fast Sounds on the Horizon foi incluído na antologia Daughters of Africa de 1992, editada por Margaret Busby.
Cold Case: Revisiting Dulcie September é uma peça que homenageia Dulcie September. Um livro sobre seu assassinato, Dulcie: Een Vrouw Die Haar Mond Moest Houden, de Evelyn Groenink, foi publicado na Holanda em 2001. Um podcast sobre o assassinato de Dulcie, They Killed Dulcie, da Open Secrets e Sound Africa, foi lançado em março de 2019. O documentário de 2021, Assassinato em Paris, explora a vida e o assassinato de Dulcie.

### Memoriais e dedicatórias
Foi atribuído a uma praça no 10º arrondissement de Paris o nome de Dulcie September, inaugurada oficialmente a 31 de março de 1998, dez anos após a sua morte. Também uma rua em Cléon, perto de Rouen, tem o seu nome. Há, igualmente, um lugar chamado Dulcie September em Nantes, e uma escola primária em Évry-sur-Seine, bem como uma escola secundária (collège em francês) em Arcueil, a cidade perto de Paris onde ela morou pela última vez.

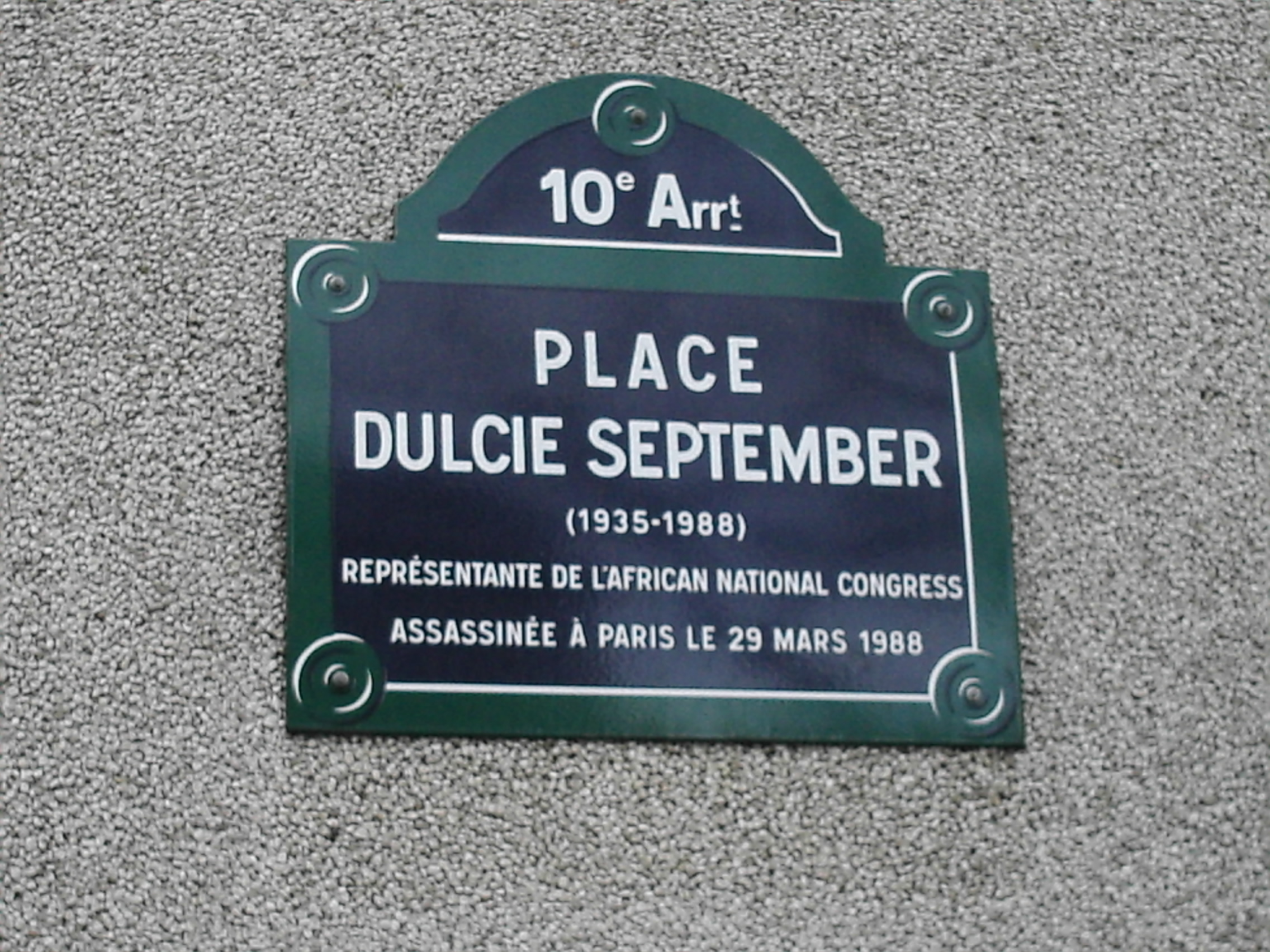
Praça Dulcie September, no 10º Arrondissement de Paris.

Em agosto de 2010, ocorreu a primeira Dulcie September Memorial Lecture ocorreu no Centro de Pesquisa em Humanidades da Universidade de Western Cape bem como o lançamento do Dulcie September Fellowship Awards em Ciências Humanas e Sociais que contou com várias palestrantes incluindo Barbara Masekela e Margaret Busby.
Em outubro de 2011, a União dos Estudantes da Universidade de Staffordshire homenageou Dulcie September, renomeando a sua sala de reuniões como Sala September e erguendo uma placa em sua memória. Dulcie era uma ex-aluna do Madeley College of Education, uma das faculdades fundadoras da North Staffordshire Polytechnic.
Em 2013, o Centro Cívico de Athlone foi renomeado como Centro Cívico Dulcie September.
Em Amsterdão, uma rua do bairro Transvaalbuurt intitula-se Dulcie Septemberpad. Outros edifícios e ruas do bairro também receberam nomes de sul-africanos históricos proeminentes, incluindo Steve Bikoplein, Escola Nelson Mandela e Retiefstraat.